# グリムズビー (イングランド)
グリムズビー (Grimsby) は、イングランド・リンカンシャーのタウンで、単一自治体のノース・イースト・リンカンシャーの主要エリアを占め、1996年より行政上の中心となっている。

## 歴史
伝説によると、グリムズビーは、グリム(Grim)というデーン人の漁師によって築かれた。9世紀にデーン人によって、グリムズビーへの居住が時々行われていた。グリムズビーの名前の由来は、"Grim"というデーン人漁師の名前と、古ノルド語で村を表す接尾語の"by"を掛け合わせたものである。
20世紀50年代に世界一の大規模な漁港を誇ったが、アイスランドとのタラ戦争以降、漁業が衰退していった。

## スポーツ
- グリムズビー・タウンFC

## 姉妹都市
- トロムソ、 ノルウェー
- ブレーマーハーフェン、 ドイツ
- バンジュール、 ジンバブエ
- ディエップ、 フランス

## 出身人物
- シャーリー・ブルーマー - 女子テニス選手